# Merlot blanc
Le merlot blanc B est un cépage de France de raisins blancs.

## Origine et répartition géographique
Le merlot blanc n’est pas une variété du merlot. Il aurait été rapporté en 1891 par Monsieur Guinaudie du Sud-Ouest ou il avait participé à une chasse. Le pépiniériste Jean Élie le répandit dans les régions du Blayais, du Bourgeais et des Graves.
Son origine génétique a été résolue par analyse de son ADN, il s'agit d'un métis de merlot N et de folle blanche B..
Avec 176 hectares (en 2004), le cépage est cultivé principalement dans le département de la Gironde. Depuis 1995, le merlot blanc n’est plus multiplié. Il est en forte régression en passant de 5.277 hectares en 1958 à 176 hectares aujourd’hui. Les vieilles vignes ne sont plus remplacées.

## Caractères ampélographiques
- Extrémité du jeune rameau cotonneux blanc à liseré carminé.
- Jeune feuilles duveteuses du haut et cotonneux dessous, jaune-vert pâle
- Feuilles adultes, à 5 lobes avec des sinus latéraux supérieurs moyennement larges et à fonds aigus, un sinus pétiolaire en lyre plus ou moins fermée, dents ogivales, étroites.

## Aptitudes culturales
La maturité est de deuxième époque hâtive : 12 jours après le chasselas.

## Potentiel technologique
Les grappes sont moyennes à grandes et les baies sont de taille moyenne. La grappe est cylindrique et compacte. Le cépage est très vigoureux et productif. Il craint la pourriture grise et dans des sols à sables littoraux il est atteint par les nématodes.

## Synonymes
Le merlot blanc est connu sous le nom merlau blanc et par erreur sous le nom de colombard (à ne pas confondre avec le colombard!)

## Sources